# Ahmanov
Ahmanov je priimek več oseb:
- Aleksej Osipovič Ahmanov (1897–1949), sovjetski general
- Mihail Ahmanov (1945–2019), pisatelj